# Zával

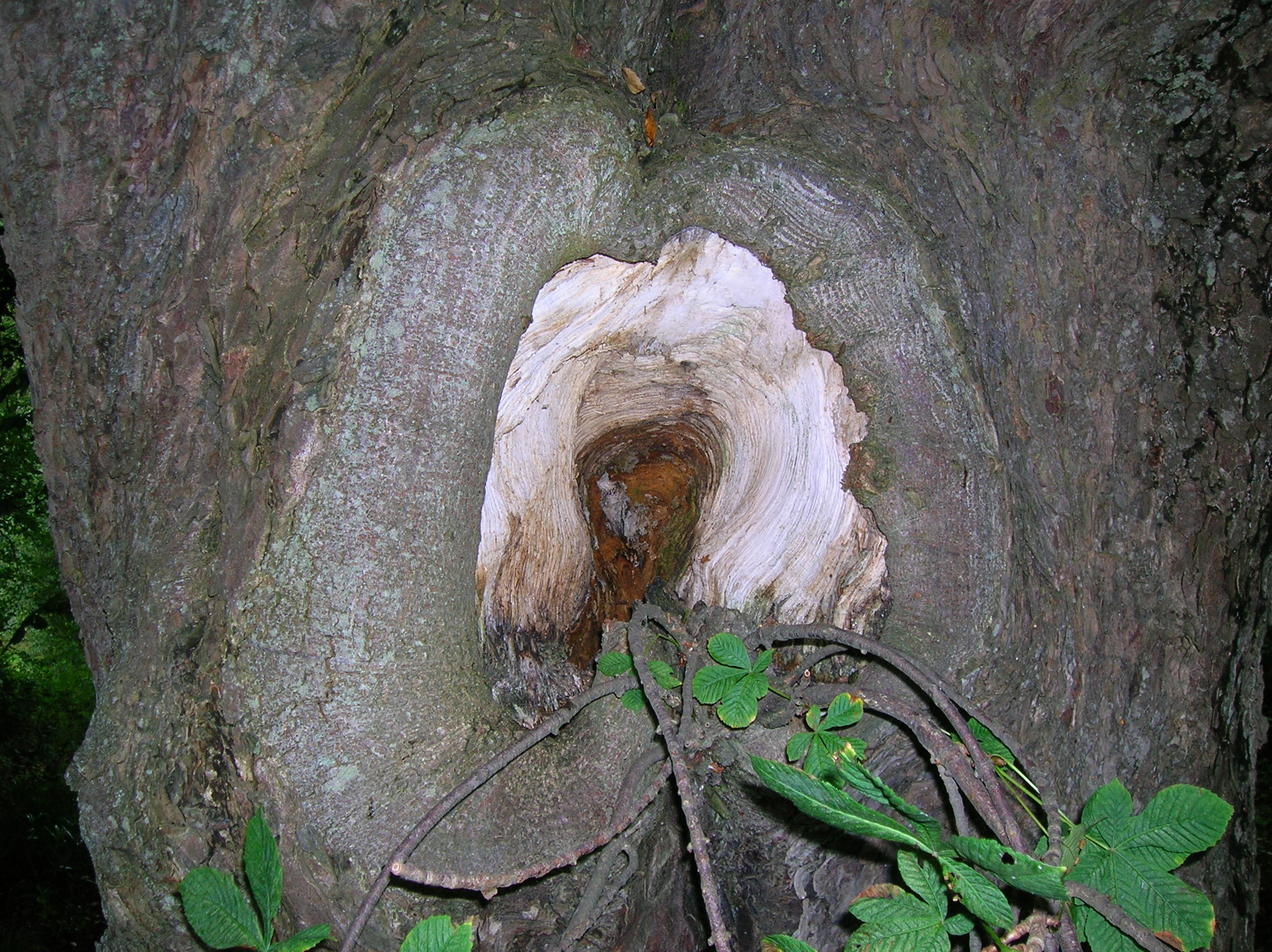
Tvorba kalusu kolem poškození.

Zával (také kalus, svalek) je vrstva ochranného pletiva, která slouží k ochraně rány způsobené poškozením. V zahradnictví se zával na poraněných místech nazývá "hojivé pletivo".  Závaly se vytvářejí například při řezu dřevin nebo na koncích řízků, kde jsou viditelné jako zduřeniny.
Vytváření závalu je obvykle součást regenerace rostlin, kdy se již, například při průklestu, nevytvoří odejmutá část rostliny (patologická regenerace).

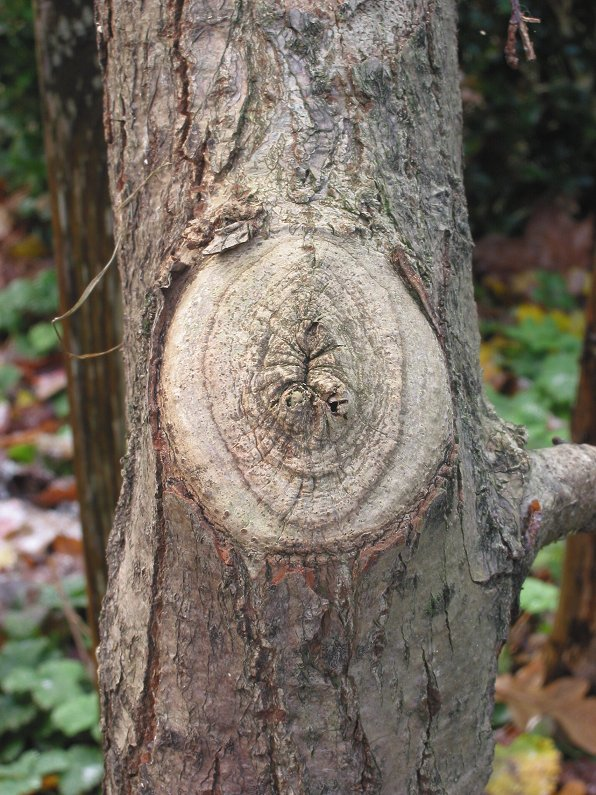
Uzavírající se zával na řezu.

## Choroby rostlin
Při velmi rozšířené chorobě, nektriové rakovině způsobené hlívenkou bukovou (Nectria galligena), se vytváří na kmeni a větvích, mimo jiné projevy, kalusy různých tvarů a někdy enormních velikostí, jako reakce na podráždění bakteriemi a houbami. Závaly jako reakce na poškození houbou vznikají u mnoha druhů dřevin.

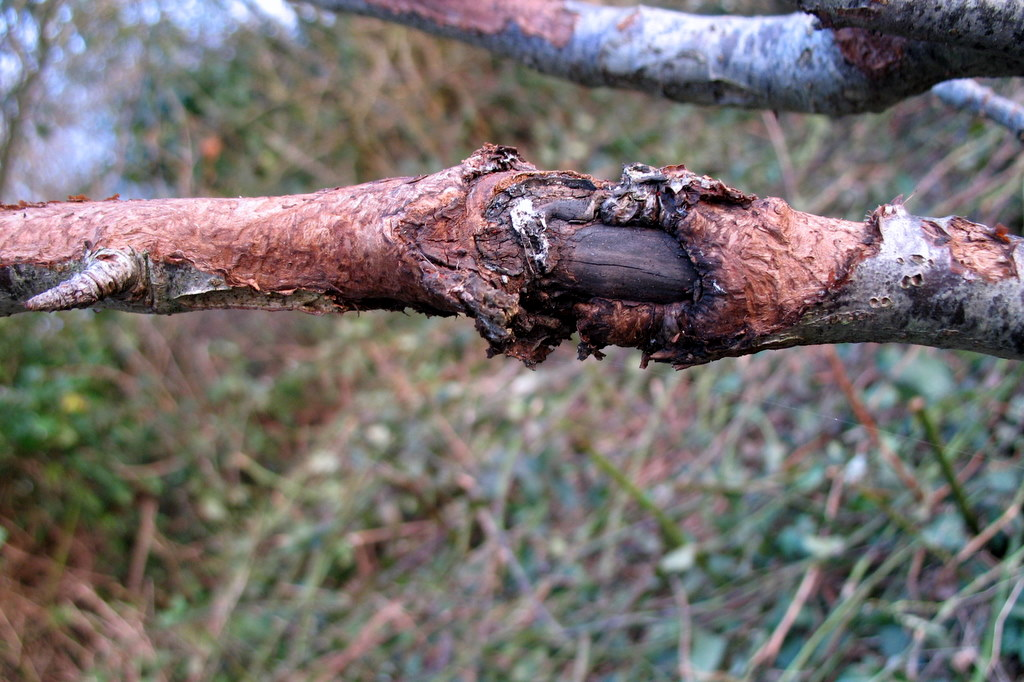
Poškození způsobené houbou Nectria galligena.

## Kalusové kultury

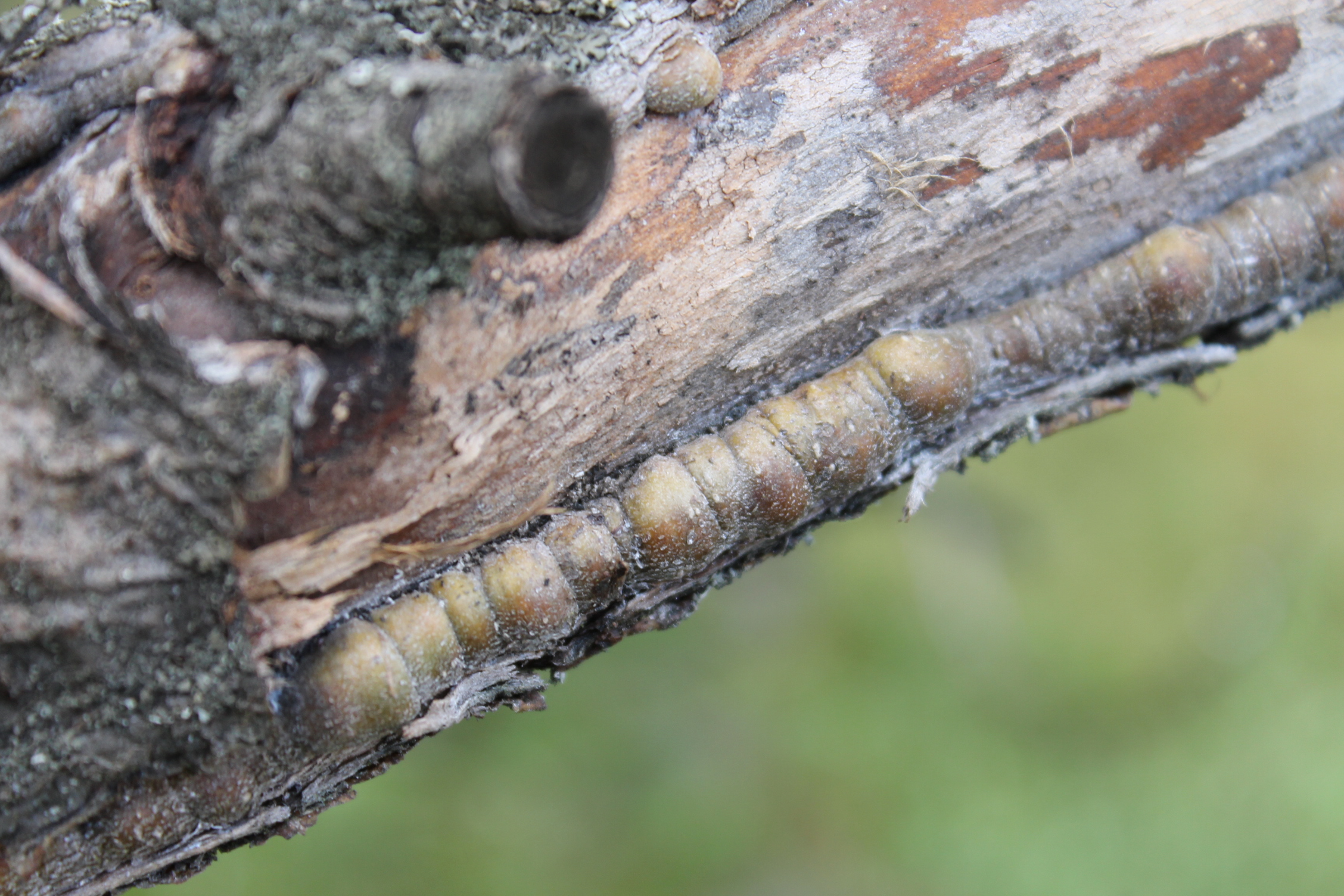
Kalus vzniklý působením vlnatky krvavé na jabloni.

Rostlinné buňky se laboratorně často pěstují v roztoku jako nediferenciované pletivo, tzv. jako kalus, rostlinné hojivé pletivo. Kalusové kultury se často využívají k získávání rostlinných látek, protože se s nimi snadno pracuje, a snadno se z nich získává cílená látka. Při genových manipulacích s rostlinami se obvykle pracuje právě na tomto druhu pletiva. Tyto buňky jsou totipotentní, lze z nich při použití vhodných fytohormonů vypěstovat celá rostlina.